# رساله فی اقسام العلوم العقلیة
ابن سینا در چندین موضع، از اقسام علوم یا حکمت سخن گفته‌است مفصل تر از همه جا در رساله فی اقسام العلوم العقلیة و جامع تر از همه جا در المنطق المشرقیین به اقسام علوم پرداخته‌است. سخنان ابن سینا در رساله فی اقسام العلوم العقلیة هماهنگ با سخنان او در کتاب‌های دیگر اوست؛ اما آنچه در المنطق المشرقیین آورده‌است تا حدی با دیگر کتب او متفاوت است. دیدگاه ابن سینا دربارهٔ اقسام علوم در رساله فی اقسام العلوم العقلیة بدین شرح است:

## علوم، نخست بر دو قسم تقسیم می‌شود
1. علومی که احکام آن‌ها فقط در برهه ای از زمان به کار می‌رود و مخصوص زمان معینی است و در همه زمان‌ها جاری نیست.[۲] ابن سینا برای این قسم نامی پیشنهاد نکرده‌است، اما می‌توان آن‌ها را «علوم موقت» نامید.
2. علومی که در همه زمان‌ها جریان دارد و در قبال همه اجزاء زمان یکسان است.[۲] ابن سینا می‌گوید:

«ترجیح دارد این علوم حکمت نامیده شود»
وی این قسم از علوم (حکمت) را به دو قسم اصول و فروع (یا توابع) تقسیم کرده‌است. حکمت‌های فرعی شامل علومی مانند پزشکی، کشاورزی (فلاحة) و علوم جزئی منسوب به تنجیم و دیگر صنعت هاست؛ اما علوم (یا حکمت‌های) اصلی، خود بر دو نوع است: الف) حکمت آلی، ب) حکمت غیر آلی.

## حکمت آلی
حکمت آلی یا منطق، دانشی است که هدف از آموختن آن مستقیماً شناختن امور این عالم (یعنی عالم طبیعت) و آنچه پیش از این عالم است (یعنی عالم مجردات) نیست، بلکه از آن به منزله ابزار و آلت تحصیل علوم دیگر بهره می‌گیرند. حکمت غیر آلی نیز علمی است که با آن امور این عالم و آنچه پیش از این عالم است (یعنی مابعد الطبیعه) شناخته می‌شود. ابن سینا در رساله فی اقسام العلوم العقلیة، به تبع ارسطو منطق را از اقسام حکمت نشمرده‌است،
اما در المنطق المشرقیین آن را از اقسام حکمت به‌شمار آورده‌است. او در مدخل منطق الشفاء به این نزاع که آیا منطق جزئی از فلسفه است یا نه اشاره می‌کند و آن را نادرست و بیهوده می‌خواند. حاصل سخن او این است که اگر فلسفه به معنای مطلق بحث و کاوش نظری باشد، منطق نیز نوعی بحث نظری، و از این رو، نوعی فلسفه خواهد بود و اگر مراد از فلسفه دانشی است که از موجودات (اعم از خارجی و ذهنی) بحث می‌کند، منطق به دلیل آنکه از موجود سخن نمی‌گوید (بلکه از اموری سخن می‌گوید که در ادراک احکام موجودات و کشف احکام مجهول آن‌ها از طریق احکام معلومِ آن‌ها نقش دارند) خارج از فلسفه است و به دلیل فایده ای که برای فلسفه دارد، ابزار آن خواهد بود. بدین ترتیب براساس یک معنا از فلسفه، منطق داخل در آن، و بر اساس معنایی دیگر خارج از آن است. به همین دلیل مشاجره دربارهٔ داخل یا خارج از فلسفه بودن منطق بیهوده است و فایده ای ندارد.

## حکمت غیر آلی
حکمت غیر آلی نیز به دو قسم تقسیم می‌شود: الف) حکمت نظری؛ ب) حکمت عملی.

### حکمت نظری
حکمت نظری دانشی است که غایت آن تزکیه نفس، تنها از طریق صورت ادراکی حاصل شده برای آن است. به عبارت دیگر، حکمت نظری دانشی است که غایت آن حصول اعتقاد یقینی به احوال و احکام موجوداتی است که وجود آن‌ها وابسته به فعل انسان نیست و مقصود از آن تنها حصول رأی و نظر (در مقابل عمل) است، مانند علم توحید و هیئت. جان کلام آنکه غایت حکمت نظری «حق» است.
بدین ترتیب در حکمت نظری موجودات که مستقل از افعال انسان است، بررسی می‌شود. موجودات و امور مربوط به آن‌ها چهار قسم است و متناظر با هر قسمی، یک دانش نظری متکفل بررسی آنهاست:

#### علم طبیعی
اموری که در حد (تعریف) و قوام (وجود) وابسته به ماده ای معین و مخلوط با آن است؛ مانند انسان که در ماده خاصی وجود دارد که در تعریف انسان هم اخذ می‌شود؛ گرچه ذهن آدمی می‌تواند آن را در هر ماده ای قابل تحقق فرض کند، اما در این صورت دچار اشتباه است.

#### علم ریاضی
اموری که مانند قسم پیشین هم در حد و هم در وجود وابسته به ماده است، اما در ذهن ممتنع نیست که در تعریف یا در وجود خارجی ماده معینی را برای آن‌ها اعتبار نکند؛ یعنی اگر مانعی وجود نداشته باشد، آن‌ها می‌توانند در هر ماده ای تحقق یابند؛ مانند دو بودن و سه بودن (الثنائیة و الثلاثیة).

#### علم الهی
اموری که کاملاً از ماده و حرکت جداست و نمی‌تواند با ماده مخلوط شود؛ مانند خالق متعال و برخی ملائک.

#### علم کلی
امور و معانی ای که گاه در ماده و مخلوط با آن است و گاهی مجرد از ماده و جدای از آن؛ مانند وحدت و کثرت، کلی و جزئی، علت و معلول.
ابن سینا می‌گوید این تفصیل متعارف و شناخته شده نیست. حتی او در کتب الشفاء و عیون الحکمة و رسالة فی اقسام العلوم العقلیة حکمت نظری را به سه قسم تقسیم کرده بود: طبیعی، ریاضی و الهی؛ و آنچه را که در تقسیم قبل، دو علم حکمت کلی و حکمت الهی نامیده‌است، در این کتاب‌ها یک علم (یعنی حکمت الهی یا فلسفه اولی) دانسته بود.
بوعلی سینا در رسالة فی اقسام العلوم العقلیة برای علم الهی پنج قسم اصلی برمی‌شمارد که عبارتند از:
1. بررسی و تأمل دربارهٔ معانی (امور) عامه، مانند وحدت و کثرت، قوه و فعل، علت و معلول
2. بررسی و تأمل دربارهٔ اصول و مبادی علوم دیگر
3. بررسی اثبات واجب الوجود و صفات او
4. بررسی و تأمل دربارهٔ جواهر روحانی اولی و ثانوی
5. بررسی و تأمل دربارهٔ تعامل و نسبت جواهر روحانی با جواهر جسمانی و ارتباط موجودات آسمانی با موجودات زمینی.[۲]

### حکمت عملی
حکمت عملی دانشی است که غایت آن فقط تزکیه نفس از طریق صورت ادراکی حاصل شده برای نفس نیست؛ بلکه افزون بر آن، عمل کردن بنا بر آنچه صورتش در نفس منقوش شده نیز مقصود است. جان کلام آنکه غایت حکمت عملی «خیر» است.
بدین ترتیب حکمت عملی نیز به چهار قسم تقسیم می‌شود:

#### اخلاق
اخلاق دانشی است که به انسان می‌آموزد رفتار فردی او باید چگونه باشد تا در دنیا و آخرت سعادتمند باشد.

#### تدبیر منزل
تدبیر منزل دانشی است که به انسان می‌آموزد منزل مشترک بین شوهر، همسر، فرزندان، غلامان و روابط بین آن‌ها چگونه باید تدبیر شود.

#### تدبیر مدینه
تدبیر مدینه (سیاست یا کشورداری) دانشی است که به انسان می‌آموزد شهر چگونه باید اداره و تدبیر شود؛ مدینه فاضله چیست؛ مدینه ردیئه کدام است و …

#### صناعت شارعه
قوانین حاکم بر فرد، منزل و مدینه (الصناعة الشارعة) نیز دانشی است که قوانین و مقرراتی را که باید در اخلاق، تدبیر منزل و تدبیر مدینه اجرا شود، بررسی می‌کند.
ابن سینا معتقد است اخلاق، تدبیر منزل و تدبیر مدینه باید هرکدام متولی مستقلی داشته باشد؛ از این رو، هریک از آن‌ها در علم جداگانه ای بررسی می‌شوند، اما قانون گذاری در آن‌ها نباید جداگانه و بدون توجه به دو دیگر باشد؛ بلکه قانون‌گذار این هر سه، باید یکی باشد و او همان پیامبر است.